# Prejmer (gmina)
Prejmer – gmina w Rumunii, w okręgu Braszów. Obejmuje miejscowości Lunca Câlnicului, Prejmer i Stupinii Prejmerului. W 2011 roku liczyła 8472 mieszkańców. 